# 紅鬚刺鎧蝦
紅鬚刺鎧蝦（学名：Munida rufiantennulata）为鎧甲蝦科刺鎧蝦屬下的一个种。